# Eghishe
Eghishe, Eliseo latinizado, fue un historiador armenio nacido en el 410 y fallecido en el 475. 

## Biografía
Según fuentes históricas del Medievo, Yeghishe era alumno de Mesrob Mashtóts y Sahak Part'ev. Fue a Alejandría en 434 para estudiar siríaco, griego y artes liberales. En 441, vuelve a Armenia donde ingresa como soldado o secretario de Vardan II Mamiconio. Tomó parte en la Batalla de Avarayr contra el Imperio sasánida.
Tras la batalla, se hizo eremita y se retiró a las montañas situadas al sur del lago Van. En 464, el sacerdote David Mamiconio le encarga escribir lo ocurrido antes y después de la batalla de Avayr. 
Al morir, sus restos fueron llevados Monasterio Kusanats Anapat. Las autoridades antiguas le dieron  la distinción de doctor de la Iglesia.

## Obras
Sus obras mas famosas son Historia de Vardan y la Guerra de Armenia (Vasn Vardanay ev Hayoc Paterazmin). En estas obras es una epopeya lírica en la que se relata la lucha de los armenios, junto a iberos y albaneses del Caucaso, contra el Imperio sasánida por conservar su Cristianismo frente al Zoroastrismo. Es considerada una obra maestra de la literatura armenia y está prácticamente escritas sin expresiones o palabras griegas. 
Otras obras menos importantes son Exhortación a los monjes, Homilía sobre la Pasión del Señor, Sobre la transfiguracióny Preguntas y respuestas sobre El Génesis.

## Controversias
En 1909 y 1930, Babgen Guleserian y Nerses Akinian, miembro de la Orden mequitarista, respectivamente; dataron la obra de Eghishe en uno o dos siglos posteriores a él. Se basaron en que la traducción de la obra de Filón de Alejandría que usó Eghishe no se hizo hasta alrededor el año 600. Sin embargo, la traducción de las obras de Filón tuvieron lugar durante el época helenizante de la Edad de Oro de la literatura armenia (siglo V). Los estudiosos argumentan que ni la datación de la fase helenizante ni la presencia de vocabulario helenizante dependen necesariamente de la datación de Eghishe. Además Eghishe tradujo la obra de Filón directamente del griego original a su idioma materno.
Otro argumento que apoya la datación de la obra en una época posterior es la que afirma que existen paralelismos entre su obra y la del historiador de finales del siglo V,Ghazar Parpetsi. Sin embargo Ghazar relata la batalla de Avarayr como un episodio cualquiera dentro de otros muchos de su obra. Eghishe da los nombres de las fortalezas y demuestra un conocimiento avanzado en tácticas militares utilizadas por armenios y persas en la batalla. Los objetivos de Eghishe, además, eran los de inmortalizar el valor celestial armenio y <<brindar consuelo a los amigos, esperanza a los esperanzados y aliento a los valientes>>. También la comprensión de las costumbres del Zoroastrismo y el Zurvanismo están mejor detalladas que en la obra de Parpetsi. 
El hecho de que Eghishe no mencionara el Concilio de Calcedonia, cuyas conclusiones teológicas llevaron a la ruptura total de las relaciones entre la Iglesia ortodoxa de Grecia y la Iglesia apostólica armenia tras el Primer Concilio de Dvin, también ha llevado a los estudiosos a rechazar la datación posterior.